# Ian Graham (Archäologe)
Ian James Alastair Graham OBE (* 12. November 1923 in Campsea Ashe, Suffolk, England; † 1. August 2017 ebenda) war ein britischer Maya-Forscher. Er war vorwiegend im Bereich der klassischen Maya, d. h. im Süden Mexikos sowie in Belize, Guatemala und im Norden von Honduras tätig; er befasste sich weniger mit Ausgrabungen, sondern vorrangig mit der fotografischen und schriftlichen Dokumentation von Maya-Stätten und Artefakten.

## Leben
Ian Graham wurde 1923 als drittes Kind von Lord Alastair Mungo Graham und Lady Meriel Olivia Bathurst geboren. Nach seiner Schulausbildung begann er im Jahr 1942 ein Studium am Trinity College in Cambridge, welches er wegen des Zweiten Weltkriegs erst im Jahr 1951 mit dem Bachelor-Abschluss beenden konnte. Danach arbeitete er drei Jahre lang in der fotografischen Abteilung der National Gallery. Eine Mexiko-Reise im Jahr 1958 stand am Beginn seiner späteren Entwicklung. Im Jahr 1968 rief er das Corpus of Maya Hieroglyphics Program des Peabody Museum der Harvard University ins Leben; ab dem Jahr 1970 war er dessen festangestellter Mitarbeiter.

## Ehrungen
- 1981 – Preisträger der MacArthur Fellowship
- 1999 – Officer des Order of the British Empire
- 2004 – Preis der Society for American Archaeology

## Schriften (Auswahl)
- Archaeological Explorations in El Peten, Guatemala. Middle American Research Institute, Tulane University, 1967
- Yaxchilan. Peabody Museum of Archaeology and Ethnology, 1982
- Alfred Maudslay and the Maya: A Biography. University of Oklahoma Press, 2003
- The Road to Ruins. University of New Mexico Press, 2010